# USB seriel adapter
En USB seriel adapter, også kaldet en USB til seriel konverter, bliver brugt til at forbinde elektronisk  udstyr eller maskineri som har en seriel port til en computer med en USB-port. USB seriel adapteren konverterer USB datasignaler til serielle datasignaler, og konverterer også serielle signaler til USB signaler, adapteren virker altså i begge retninger. Konverteringen af datasignaler sker ved hjælp af et lille elektrisk kredsløb inde i kablet bestående hovedsageligt af en USB seriel processor chip og en seriel driver chip. USB seriel adapteren bliver brugt til at forbinde udstyr som har en seriel port til en computer med en USB port. 
Der findes forskellige typer af USB seriel adaptere, de mest brugte er USB til RS232 adaptere som bliver brugt af mange forbrugere til at tilslutte forbruger elektronik til en PC. Dernæst er der USB til RS485 og USB til RS422 adaptere som fortrinsvis bliver brugt til at tilslutte industrielle applikationer og udstyr til en computer.  
En USB seriel adapter kan enten være isoleret eller ikke-isoleret. En isoleret adapter er en adapter som er konstrueret med optokoblere som beskytter adapteren, datakommunikationen og det forbundne udstyr imod transienter i forsynings-kablet eller i data-kablerne. Ikke-isolerede adaptere har ingen beskyttelse imod transienter og bør derfor kun anvendes I simple installationer med kort kommunikationsafstand og hvor beskyttelse ikke er kritisk.
For at en computer kan kommunikere med en USB seriel adapter, skal der først installeres drivere på computeren. Efter at disse er installeret og USB seriel adapteren er tilsluttet computeren, opretter driverne en virtuel seriel COM-port under operativsystemets Device Manager. Den oprettede seriel port kan derefter bruges næsten som hvis det havde været en lokal indbygget seriel COM-port. Der er dog visse forholdsregler; den største forskel på en lokal indbygget seriel port og en virtuel oprettet seriel port er, at den virtuelle seriel port på grund af software driverne altid vil have visse datatransmissions forsinkelser (latencies). Derfor kan en virtuel seriel port, og dermed en USB seriel adapter, ikke altid anbefales ved brug af udstyr som er meget følsomt overfor transmissionstiming.
De fleste typer USB seriel adaptere har drivere til både Microsoft Windows, Mac og Linux. 